# Dylewska Góra
Die Dylewska Góra (deutsch Kernsdorfer Höhe oder Kernsdorfer Höhen) ist ein bis 312 m hoher Höhenzug in Nordpolen (Mitteleuropa).
Der Höhenzug befindet sich in der Woiwodschaft Ermland-Masuren an der Südwestgrenze des ehemaligen Ostpreußens. Er wurde in den Kaltzeiten als Moräne gebildet und ist ein südlicher Teil des Baltischen Landrückens. Die Kernsdorfer Höhen, in deren Zentrum der kleine Ort Kernsdorf (polnisch Wysoka Wieś) liegt, gehören zur historischen Landschaft des Oberlandes an der geografischen Grenze zur Masurischen Seenplatte und befinden sich etwa auf der halben Strecke zwischen Danzig und Warschau, rund 40 km (Luftlinie) südwestlich von Olsztyn (Allenstein). Ihr höchster Berg ist die höchste Erhebung Ostpreußens und die zweithöchste Erhebung Nordpolens. Auf ihm befindet sich ein Funkturm und in der Nähe ein Hotel. Seit 1994 gehören die Kernsdorfer Höhen zum Landschaftspark Park Krajobrazowy Wzgórz Dylewskich.
Zu den Ortschaften, die unmittelbar in bzw. an der Kernsdorfer Höhe liegen, zählen Lubawa (Löbau) und Stębark (Tannenberg).

## Wintersport
Schon früher galten die Kernsdorfer Höhen mit den guten Schneeverhältnissen als ideales Wintersportgebiet, das an manchen Stellen auch steile Talabfahrten ermöglichte. Heute gibt es dort einen Skilift, der nicht nur für Alpinskiläufer, sondern auch mit dem Rodelschlitten genutzt werden kann.